# 武内俊明
武内 俊明（たけうち としあき）は、大分県日田市出身の写真家。日本広告写真家協会（APA）会員

## 経歴
1953年10月22日、九州地方大分県日田市に生まれる。高瀬小学校を経て、大分県立日田高等学校を卒業。デザインを目指し上京、1浪した後に映像に目覚め、写真を志し日本大学芸術学部写真学科に入学。
在学中よりAPA副会長だった写真家の玉井瑞夫のスタジオにアシスタントとして在籍、その後ファッションカメラマン松村誠のアシスタントとして活動。写真の現場で修行したので学校に行けず、1978年に大学を中退し、単身オーストラリアに渡る。一年間オーストラリアを北から南に2,000km以上移動しながら撮影活動に専念し、オーストラリアのアート雑誌POLに紹介される。翌年からオーストラリアのモデルクラブを廻り作品を撮りため『Australian Vougu』『Cosmopolitan』などの仕事をはじめる。
1980年オーストラリアより帰国し、キャノンサロンにて個展『Good Day』を開催。MCシスター、メンズクラブ、ヴァンサンカンなど雑誌の仕事を開始。翌1981年には『朝日広告賞』入選、『毎日広告デザイン賞』入賞。1987年には、『Chage&Aska』のレコードジャケットにて『New York ADC 賞』受賞など、数々の賞を受賞。同年に、写真制作会社(有)プロレタリアート設立。1992年「イメージの旗手」展（コダックフォトサロン）コダック選出の著名フォトグラファー20名のオリジナル写真展に参加。1993年に「Original Prints Exhibition メールヌード展』を、［ハナエモリオープンギャラリー］と［Studio WISH］にて同時開催。東京の画廊が中心となって作家が集められる、第2回国際コンテンポラリーアートフェアーに作品を出品。
1994年『Be Alive ポスター、滋賀県の身障者施設」にて『New York ADC 賞』受賞 。『ブリティッシュエアウェイ』にて『日経広告賞』優秀賞を受賞。同年、Photo Studio WISH を開設し、(有)ウィッシュへ社名変更。虐殺が行われたウガンダに対するチャリティーのためのアーチストの肖像写真展を企画。「ARTISTS 1994」開催［コダックフォトサロン］にて肖像写真を販売し、赤十字を通してウガンダに寄付。1995年には「NTT リース 黒澤明監督ポスター」にて『Golden Award of Montreux 』金賞受賞。広告写真家としての地位を確固とする。昨年に続き『ブリティッシュエアウェイ』にて『日経広告賞』優秀賞を受賞。1996年、玉川高島屋にて「FLOWERS」開催。1999年には、ハウススタジオ 『STUDIO ECOLO』 を展開。
2000年、『味の素』にて『ロンドン国際広告賞』受賞。2005年、「AD PEOPLE `S ART」展 (GINZA EST GALLERY) 2007年 PhotoStudio+Café&Meal Nipapo 開設。2009年には、世田谷玉堤にて『Photo Nipapo』を展開。2012年代々木公園にフォトスタジオ『Studio Nipapo』開設。2013年、港区南麻布に結婚式場＆フォトスタジオ「ラッセンブリ広尾」開設。2014年、渋谷区代々木公園にハウススタジオ『ECOLO代々木公園』開設。
2021年「FLOWER PHOTO 22」個展（銀座・アートギャラリー石）　　　　　　　　　　　　　　　　　　　　　　　　　　　　　　2022年「FLOWER PHOTO」＋「CROSSING 2022」個展（エコロ代々木公園スタジオ）

## 受賞歴
- (1981)『朝日広告賞』入選
- (1981)『毎日広告デザイン賞』入賞
- (1986)『ADC賞』入賞『京セラ広告写真』
- (1987)『New York ADC 賞』受賞『Chage & Aska』
- (1994)『New York ADC 賞』受賞『Be Alive ポスター』滋賀県 身障者施設ポスター』
- (1994)『日経広告賞』優秀賞『ブリティッシュエアウェイ』
- (1995)『日経広告賞』優秀賞『ブリティッシュエアウェイ』
- (1995)『Golden Award of Montreux 』金賞受賞『NTTリース 黒澤明 監督ポスター』
- (2000)『ロンドン国際広告賞』受賞『味の素』
- (2022)『Annual Photography Awards』Honorable Mention受賞 『Intersection" Asakusa Tokyo』
- (2023)『MUSE Photography Awards』Gold Winner受賞 『Intersection』 Fine Art Photography-Panorama部門

## 主な作品
- Mrドーナツ（所ジョージ その他タレントキャンペーン）
- ダスキン
- 宝酒造（渡哲也 松竹梅等）
- 京セラ
- 109ポスター
- アリナミンV（武田薬品）
- JTスモーキングクリーンキャンペーン
- NTT、無印良品
- ツアーステージ
- サンヨー（小錦編その他）
- サントリーウエルネス
- JAL美女カレンダー
- 松竹女優カレンダー
- トヨタレクサス青山看板
- 日産
- ANA
- ブリテッシュエアー
- カンタス航空
- Z会
- ロクシタン
- オーストラリア政府観光局
- 香港観光局
- 劇団民藝
- その他広告ポスター多数
- ムトウ
- ポーラ
- DHC
- アザレ
- 丸ビル
- 高島屋
- フォーシス＆カンパニー
- ロングウォーク
- ユーキャン
- その他カタログ多数
- メンズクラブ
- ヴァンサンカン
- 流行通信
- with
- シュプール
- その他雑誌多数

## 写真展
- 1980年、キャノンサロンにて個展『Good Day』を開催
- 1992年、コダックフォトサロンにて「イメージの旗手」展
- 1993年、ハナエモリオープンギャラリーとStudio WISHにて「Original Prints Exhibition メールヌード展』同時開催。
- 1994年、コダックフォトサロンにてアーチストの肖像写真展「ARTISTS 1994」開催
- 1996年、玉川高島屋にて「FLOWERS」開催
- 2005年、GINZA EST GALLERYにて「AD PEOPLE `S ART」展
- 2021年、銀座 アートギャラリー石にて「FLOWER PHOTO 22」開催
- 2022年、エコロ代々木公園スタジオにて「FLOWER PHOTO」＋「CROSSING 2022」開催